# Roodbuikkliftapuit
De roodbuikkliftapuit (Thamnolaea cinnamomeiventris) is een zangvogel uit de familie Muscicapidae (vliegenvangers). De  witnekkliftapuit (T. coronata met ondersoorten cavernicola en bambarae) werd eerder beschouwd als een aparte soort maar is bij een taxonomische herziening in 2025 een ondersoort van de roodbuikkliftapuit geworden.

## Verspreiding en leefgebied
Deze soort komt wijdverspreid voor in Afrika en telt negen ondersoorten:
- T. c. cavernicola (witnekkliftapuit): centraal Mali.
- T. c. bambarae (witnekkliftapuit): zuidelijk Mauritanië, oostelijk Senegal en zuidwestelijk Mali.
- T. c. albiscapulata: noordelijk Eritrea, noordelijk, centraal en oostelijk Ethiopië.
- T. c. subrufipennis: se Soedan en zuidwestelijk Ethiopië, zuidelijk tot Zambia en Malawi.
- T. c. odica: oostelijk Zimbabwe.
- T. c. cinnamomeiventris: oostelijk Botswana, oostelijk Zuid-Afrika, westelijk Swaziland en Lesotho.
- T. c. autochthones: zuidelijk Mozambique, noordoostelijk Zuid-Afrika en oostelijk Swaziland.
- T. c. coronata (witnekkliftapuit): van noordelijk Ivoorkust en Burkina Faso tot westelijk Soedan.
- T. c. kordofanensis: centraal Soedan.

## Status
De grootte van de populatie is niet gekwantificeerd maar de soort wordt omschreven als schaars tot plaatselijk algemeen en soms zeer algemeen (Burundi). Op de Rode lijst van de IUCN heeft deze soort de status niet bedreigd.